# 사변록
사변록(思辨錄)은 박세당의 저서로, 유학경전 중 4서(四書)와 <상서(尙書)> <시경(詩經)>을 주해(註解)한 책이다. 일명 <통록(通錄)>이라고 한다.
처음 <대학(大學)> <중용(中庸)> <논어(論語)> <맹자(孟子)>의 4서에 관한 사변록을 완성하고 그후 계속해 <상서>와 <시경>에 대한 주석을 가하다가 신병으로 <주역(周易)>에는 손을 대지 못한 채 그친 것이다. 모두 14책으로 내용·편차(編次)를 보면 1책에 <대학>, 2책에 <중용>, 3책에 <논어>, 4∼5책에 <맹자>, 6∼9책에 <상서>, 10∼14책에 <시경> 등에 대한 사변록을 수록하였다. 이 중에 저자가 가장 치력(致力)하고 또 당시 일반의 비난을 받았던 것은 4서에 관한 것이다. 4서의 주설(註說)에는 종래에 관학(官學)의 권위로 주자(朱子)의 설만을 정통시하여 왔던 점을 들어 주자(朱子)의 설을 비판하는 동시에 자기류(流)의 주석을 통하여 이에 대해 새로운 해석을 가했다. 이로 인하여 당시 정계와 학계에 큰 물의를 일으켜 사문난적(斯文亂賊)의 낙인을 받고 저자는 유배당하였다.